# Большая Ирба
Больша́я Ирба́ — посёлок городского типа (до 2011 года — рабочий посёлок) в Курагинском районе Красноярского края России. Название Ирба означает «гнилой верх» — по тувински «ирик баш». Входит в муниципальное образование со статусом городского поселения посёлок Большая Ирба как его административный центр.
Население — 4008 чел. (2021). В посёлке есть 3-х этажная, на 11 классов, школа рассчитанная на 2 смены учащихся, поликлиника с роддомом, неподалёку есть места для отдыха и купания населения.

## История
В 1732 году здесь поселился абаканский кузнец Косеевич, выплавлявший руду в кузнечных горнах. В 1737 году указом Сената принимается решение о строительстве Ирбинского железорудного завода. Первую продукцию завод выпустил в 1740 году. Максимальный выпуск-450 тонн железных изделий в год. С 1759 года поставлял свою руду для барнаульских заводов. Готовое железо переправляли по рекам: Туба, Енисей, Чулым. За свою историю завод периодически останавливался, перепродавался купцами и знатными богатыми людьми.
В 1859 и 1867 гг. завод подвергался уничтожительным пожарам, а в 1886 году все, что осталось от завода, конфисковали в пользу государства. Останки этого металлургического предприятия можно обнаружить и сегодня в окрестностях поселка. Название Ирба имеет тувинскую основу, «ирик баш» — «гнилой верх».
С конца XIX века на территории Ирбы проводились геологоразведочные работы. Запасы руды здесь оценивались в 5-7 млн тонн. Но более основательное изучение месторождения началось в связи со строительством Кузнецкого металлургического комбината в 1930 году. Позже с открытием участка Гранатового месторождение было сдано в эксплуатацию управления Кузнецкого комбината.
В 50-е годы открыты прилегающие Бурлукское и Знаменское месторождения. В 1972 году приказом Министерства чёрной металлургии утверждено проектное задание на строительство Ирбинского рудника производительностью 3 млн тонн сырой руды в год. Рудник — сложный комплекс предприятий, куда входят вскрышные работы, обогатительная фабрика, котельная, электростанция и т. д. Первый состав с рудой отгружен в 1974 году. С 1980 по 1982 гг. приняты в эксплуатацию первая, вторая и третья очереди рудника с мощностями, соответственно, 1,5 млн тонн, 0,8 и 0,7 млн тонн сырой руды в год.
Статус рабочего посёлка — с 1978 года.
21 декабря 1982 года рудник выдал 10-миллионную тонну, а в 1998-м — 50-миллионную тонну руды.

## Население
| 1979  | 1989  | 2002  | 2007  | 2009  | 2010  | 2012  |
| ----- | ----- | ----- | ----- | ----- | ----- | ----- |
| 3124  | ↗4906 | ↗5027 | ↘4945 | ↘4907 | ↘4464 | ↘4451 |
| 2013  | 2014  | 2015  | 2016  | 2017  | 2020  | 2021  |
| ↘4433 | ↘4331 | ↘4269 | ↘4171 | ↗4179 | ↘4032 | ↘4008 |

## Транспорт
Через посёлок проходит автомобильная дорога Минусинск — Кускун. Осуществляются автобусные рейсы в Курагино и Абакан и Красноярск. Также в посёлке заканчивается 14-километровая тупиковая железнодорожная линия от ст. Ирба (с. Курское), построенная для вывоза железной руды. До 1996 года на ней было и пассажирское движение.

## Русская православная церковь
В 2006 году открыт православный храм.